# Земсков, Сергей Иванович
Земсков Сергей Иванович (1898 — 3 апреля 1938) — советский военачальник,дивизионный комиссар (1935), член Военного совета Черноморского флота СССР.

## Биография
Родился в марте 1898 года. Русский. Окончил гимназию. В 1917 году учился, но не окончил курс военно-инженерного училище. Член ВКП(б) с 1918 года.
В Красной армии с 1918 года. Участник Гражданской войны на Украине (1920). В годы войны занимал должности политсостава в частях и соединениях.
После Гражданской войны на ответственных должностях политсостава в сухопутных войсках и Морских силах РККА.
С декабря 1922 года — помощник начальника агитационно-пропагандистского отдела политуправления Северо-Кавказского военного округа. С декабря 1926 года — начальник агитационно-пропагандистского отдела политуправления Сибирского военного округа. С августа 1929 года на такой же должности в политуправлении Особой Дальневосточной армии.
С ноября 1930 года — начальник политотдела 26-й Златоустовской стрелковой дивизии.
С сентября 1933 года — заместитель начальника политуправления Морских сил Дальнего Востока (с 1935 г. — Тихоокеанского флота). С мая 1937 года  — начальник политуправления того же флота.
С августа 1937 года — член Военного совета Черноморского флота.
В ноябре 1937 года по политическому недоверию уволен в запас. Арестован 25 ноября 1937 года. Военной коллегией Верховного суда СССР 3 апреля 1938 года по обвинению в участии в военном заговоре приговорён к расстрелу. Приговор приведён в исполнение в тот же день. Определением Военной коллегии от 14 июля 1956 года. реабилитирован.